# Калюббе
Калюббе (нем. Kalübbe) — община в Германии, в земле Шлезвиг-Гольштейн. 
Входит в состав района Плён. Подчиняется управлению Гроссер Плёнер Зее.  Население составляет 560 человек (на 31 декабря 2010 года). Занимает площадь 11,8 км².